# Mats Melin (skådespelare)
Mats Göran Melin, född 10 maj 1969 i Njurunda församling, Västernorrlands län, är en svensk sjukhusvaktmästare och skådespelare, aktiv inom Glada Hudik-teatern. Han gör rollen som Ica-Jerry i Icas reklamfilmer. I filmen Hur många lingon finns det i världen? spelar han rollen som Kjell-Åke.

## Filmografi
- Sedan 2009 – Icas reklamfilmer[3]
- 2011 – Hur många lingon finns det i världen?
- 2013 – Hur många kramar finns det i världen?